# Сходження (фільм, 2010)
Сходження (англ. The Ascent) — американський трилер 2010 року.

## Сюжет
У річницю трагічної загибелі свого нареченого, скалолазка Емілі Вілкс отримує завдання провести невелику групу чоловіків на вершину скелі. У процесі сходження з'ясовується, що клієнти — члени злочинної зграї, що винні у смерті коханого дівчини. Захопивши Емілі в заручники, бандити вимагають відвести їх до золота, знайденому нею та її нареченим незадовго до трагедії.

## У ролях
| Актор            | Роль         |
| ---------------- | ------------ |
| Джозі Девіс      | Емілі        |
| Вільям МакНамара | Джоел        |
| Вільям Даффі     | Томас Шоу    |
| Девід Чокачі     | Боббі        |
| Майкл Спеллман   | Бред         |
| Ларрі Романо     | Террі        |
| Кортні Гейнс     | Ендрю        |
| Донні Боаз       | Піт          |
| Девід Кадді      | шериф        |
| Джо Естевес      | Пол          |
| Енн В. Гріффін   | Наталі       |
| Івен Хілліард    | друг Бреда 2 |
| Мартін Коув      | Льюїс        |
| Росс МакДональд  | друг Бреда 1 |
| Дін МакКанн      | командир     |
| Наталі Селінс    | Стейсі       |
| Керрі Валлум     | медик        |